# Ingen Housz
Ingen Housz (ook: Ingenhousz of Ingen-Housz) is de naam van een oude patriciërsfamilie uit Venlo. De stamvader is Johan van Ruweel die 23 april 1450 vermeld wordt als provisor van het Sint Jacobsgasthuis te Venlo. Zijn zoon Peter van Ruweel (†1493) wordt vaak met de bijnaam "ingen Huijs" (letterlijk: in het huis) vermeld. Zijn nazaten dragen alleen nog de naam "Ingenhousz" en behoren in de 16de eeuw als burgemeesters en schepen tot het stadsbestuur van Venlo. Via Tuil en Zaltbommel, komt de familie Ingenhousz in de 18de eeuw in Breda terecht waar verschillende leden wederom een belangrijke maatschappelijke rol gaan spelen. Gedurende de tweede helft van de 18de en 19de eeuw verkozen veel telgen het beroep van apotheker of arts.

## Bekende telgen
- Jan Ingen-Housz (1730-1799), arts, botanicus en onderzoeker, vooral bekend van inenting tegen pokken en onderzoek naar fotosynthese.
- Arnoldus Josephus Ingenhousz (1766-1858), apotheker en koopman. In de periode 1815-1844: buitengewoon lid Staten-Generaal, lid Tweede Kamer.[1]
- Bon Ingen-Housz (1881-1953), kunstenaar.
- Arnold Hugo Ingen Housz (1888-1983), president-directeur van Koninklijke Hoogovens.
- Birgit Ingen Housz (1974), zangeres van de Nederlandse band Volumia!
- Nout Ingen Housz, drummer en zanger.